# Arqueópolis
Arqueópolis (em latim: Archaeopolis; em grego: Ἀρχαιόπολις; romaniz.: Archaiópolis, lit. "Cidade Velha"), Nocalaquevi (em georgiano: ნოქალაქევი; romaniz.: Nokalakevi) ou Tsiquegoji (ციხეგოჯი, Tsikhegoji) é um sítio arqueológico situado nas imediações da vila de Nocalaquevi, no município de Senaki, na região de Mingrélia-Alta Suanécia, na Geórgia.

## História
De acordo com as crônicas georgianas da Idade Média, seu nome mais antigo foi Tsiquegoji, em referência a Cuji, um rei e então eristavi da Cólquida que apoiou a ascensão de Farnabazo I no Reino da Ibéria e se submeteu a ele como vassalo. Tornar-se-ia capital do Reino da Lázica (século II–ca.697) e ao longo do século VI teve papel relevante nos conflitos travados entre o Império Bizantino e o Império Sassânida nessa porção do Cáucaso. Em 551, no contexto da Guerra Lázica, os generais bizantinos Babas e Odonaco reuniram-se ali com três mil tropas enquanto aguardavam instruções a respeito das tropas invasoras sassânidas que buscavam subjugar o Reino da Lázica. O general sassânida Mermeroes cercou a fortaleza, mas desistiu do empreendimento por falta de suprimentos e recuou. Em 552, junto de seus reforços sabires, atacou Arqueópolis e outros assentamentos próximos.
Em 555, uma reunião de oficiais bizantinos buscou definir o plano de ação e Vligago e Buzes concordaram que era necessário sair da fortaleza com os continentes imperiais e interceptar os reforços sassânidas que estavam a caminho do forte de Onoguris. A opinião que prevaleceu foi a de Martinho e Rústico, segundo a qual deveriam seguir com a força principal contra Onoguris enquanto outra força (sob Dabragezas e Usigardo) atacaria Nacoragano. Eles atacaram Onoguris e sitiaram-na, mas a chegada inesperada do reforço sassânida levou-o a abandonar o ataque e fugir em pânico. Na primavera de 556, o general sassânida Nacoragano transitou nas imediações da fortaleza, perdendo parte de seu contingente dailamita num ataque de mercenários sabires lutando pelos bizantinos.